# Gabriela Kownacka

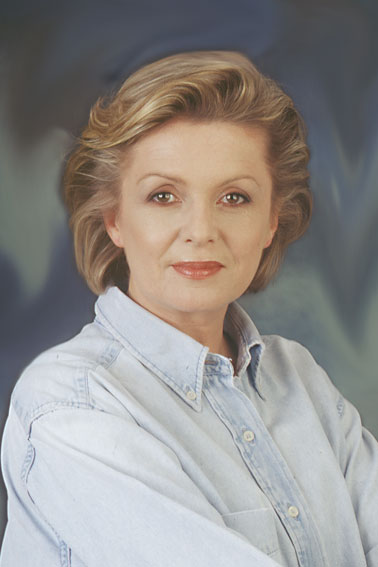
Gabriela Kownacka im Jahr 2008

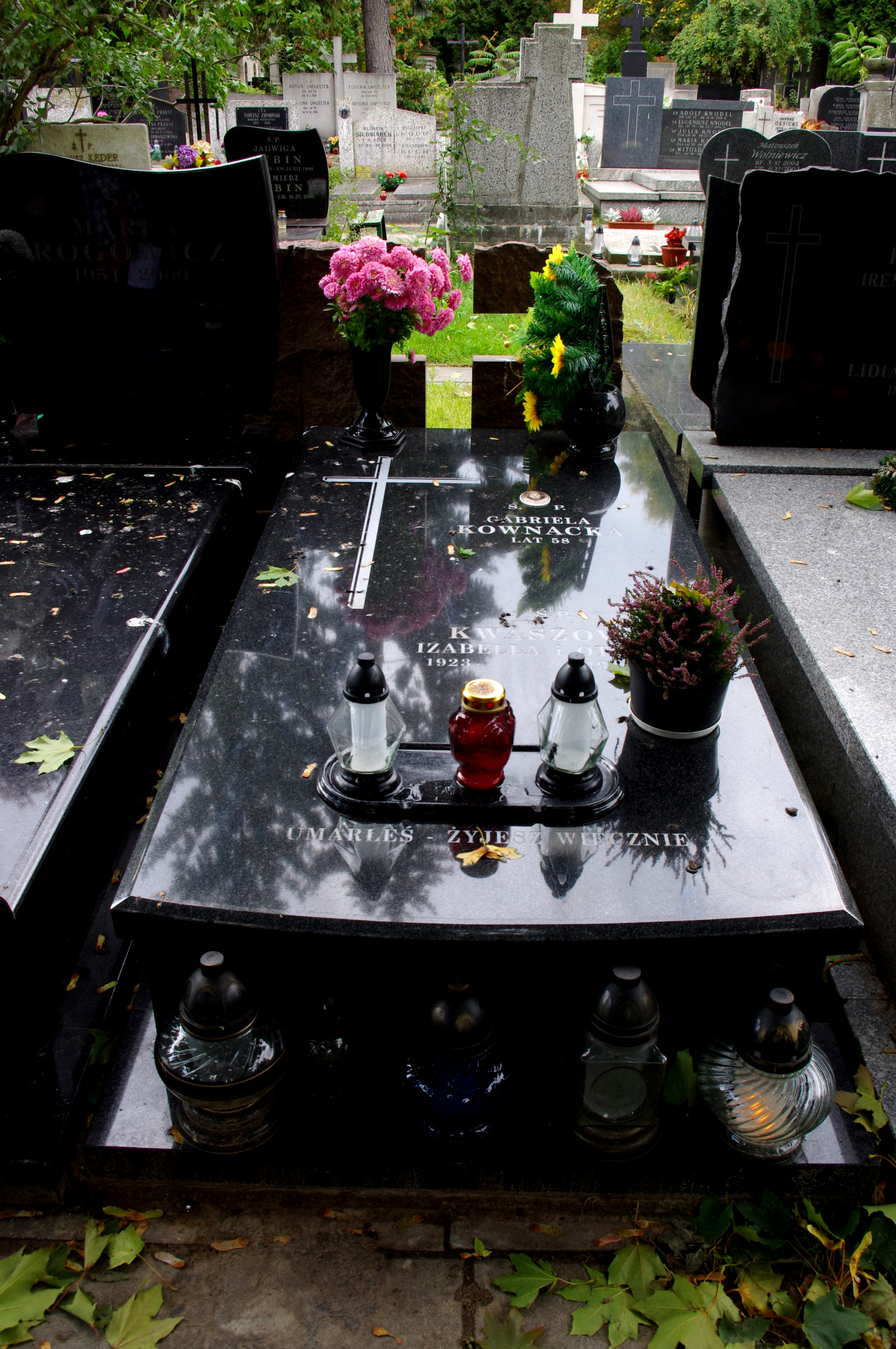
Das Grab der Schauspielerin auf dem Evangelisch-Augsburgischen Friedhof in Warschau

Gabriela Kownacka (auch Gabriela Kwasz; * 25. Mai 1952 in Breslau; † 30. Oktober 2010 in Warschau) war eine polnische Schauspielerin.

## Leben
Gabriela Kownacka wurde 1952 in Breslau geboren. Sie begann ihr Studium an der Staatlichen Schauspielschule PWST in Warschau und spielte im Anschluss auf verschiedenen Bühnen der polnischen Hauptstadt. Von 1975 bis 1978 war sie am Kwadrat-Theater, von 1978 bis 1984 am Modernen Theater und von 1984 bis 1999 am Studio-Theater. Seit 1999 war sie im Ensemble des Nationaltheaters.
Ihr Filmdebüt gab Gabriela Kownacka 1973 in Die Hochzeit unter Regie von Andrzej Wajda, als sie noch Studentin an der PWST war. In den 1970er Jahren spielte sie einige bedeutende Rollen, unter anderem in dem Film Nicht standesgemäß von Jerzy Hoffman, für welchen sie Zbyszek-Cybulski-Preis ausgezeichnet wurde, und in Hallo Szpicbródka czyli ostatni występ króla kasiarzy von Janusz Rzeszewski und Mieczysław Jahoda. Ende der 1970er und Anfang der 1980er Jahre markierten die Hochzeit ihrer filmischen Schaffensphase. So spielte sie in Kindische Fragen von Janusz Zaorski, in Unter Aufsicht von Wiesław Saniewski sowie in Pismak von Wojciech Has. Später folgten Rollen in Chronik von Liebesunfällen von Andrzej Wajda und Hanussen von Istvan Szabo. Von 1999 bis 2004 spielte sie in der Serie Rodzina zastepcza in knapp 150 Folgen. Ihr Schaffen umfasst mehr als 40 Produktionen für Film und Fernsehen.
Gabriela Kownacka erkrankte 2004 an Brustkrebs. Sie absolvierte danach Chemotherapie und Bestrahlung mit zunächst positivem Ergebnis, sodass sie auch wieder arbeiten konnte. Die Erkrankung kam jedoch wieder zurück, im März 2009 fand im Nationaltheater ein Benefizkonzert statt, um Kownacka vom Erlös in der Behandlung unterstützen zu können. Gabriela Kownacka starb schließlich Ende 2010 an ihrer Erkrankung. Ihre letzte Ruhestätte fand die Schauspielerin auf dem Evangelisch-Augsburgischen Friedhof in Warschau.

## Filmografie
- 1973: Die Hochzeit
- 1976: Nicht standesgemäß
- 1976: Der Verurteilte
- 1977: Flüsternde Wände (Szarada)
- 1978: Hallo Szpicbródka czyli ostatni występ króla kasiarzy
- 1978: Nicht standesgemäß
- 1981: Kindische Fragen
- 1985: Unter Aufsicht
- 1999: Fuks
- 1999–2004: Rodzina zastepcza